# Zwierzęta z Zielonego Lasu
Zwierzęta z Zielonego Lasu (ang. The Animals of Farthing Wood) – seria ośmiu powieści Colina Danna dla dzieci i młodzieży publikowanych w latach 1979-1994.
W oparciu o tę serię w 1993 roku wyprodukowany został 39-odcinkowy serial animowany.

## Książki
Początkowo, przygody zwierząt opisane zostały w książkach o następujących tytułach:
- The Animals of Farthing Wood (1979)
- In the Grip of Winter (1981)
- Fox's Feud (1982)
- The Fox Cub Bold (1983)
- The Siege of White Deer Park (1985)
- In the Path of the Storm (1989)
- Battle for the Park (1992)
- Farthing Wood - The Adventure Begins (1994)